# Priego de Córdoba (aceite)
La D.O.P. Priego de Córdoba es una denominación de origen protegida (DOP) para los aceites de oliva vírgenes extra que, reuniendo las características definidas en su reglamento, hayan cumplido con todos los requisitos exigidos en el mismo. En el año 1995 se constituye el Consejo Regulador de la Denominación de Origen Protegida Priego de Córdoba, con el objetivo de dar a conocer y controlar la calidad de los aceites producidos en la comarca de Priego de Córdoba. 
En la actualidad, el aceite de oliva virgen extra amparado bajo la D.O.P. Priego de Córdoba es uno de los más premiados y reconocidos a nivel nacional e internacional.[cita requerida] Más de 15 almazaras y 13 marcas se encuentran amparadas bajo esta Denominación de Origen Protegida.
Esta DOP se encuentra registrada ante la Unión Europea desde el 5 de octubre de 1999 y ante la Organización Mundial de la Propiedad Intelectual desde el 21 de junio de 2021.

## Zona de producción
La zona geográfica amparada bajo la Denominación de Origen Priego de Córdoba comprende más de 29.500 hectáreas y abarca los municipios de Almedinilla, Carcabuey, Fuente Tójar y Priego de Córdoba, situados en el sudoeste de la provincia de Córdoba, en pleno parque natural de la Sierras Subbéticas.

## Garantía de calidad
Los aceite de oliva virgen extra de la D.O.P. Priego de Córdoba serán reconocidos por la contraetiqueta adherida al producto, que garantiza que ha superado todos los controles de calidad y origen que realiza este Consejo Regulador.
- Periodo de recolección: desde la segunda quincena de octubre hasta finales de diciembre o enero, en función de la variedad y la maduración del fruto.
- Extracción: al tratarse de un aceite de oliva virgen extra sólo se utilizan procedimientos físicos y mecánicos.
- Almacenamiento: se debe conservar en depósitos de acero inoxidable, a una temperatura controlada que garantice la óptima conservación del zumo de aceituna.
- Envasado: el Consejo Regulador de la D.O.P. Priego de Córdoba únicamente acepta los envases de vidrio, cerámica y lata para la comercialización del producto.

## Variedades aptas
Para la elaboración de los aceites protegidos por la Denominación de Origen Priego de Córdoba se emplean exclusivamente las variedades picuda (60%), hojiblanca (20%) y picual(20%).

## Proyectos
La D.O.P. Priego de Córdoba realiza multitud de actividades en pro del aceite de oliva para diferentes públicos (agricultores, amas de casa, niños, comercializadores,...). Uno de los más conocidos es la Escuela de Cata infantil, en la que los más jóvenes adquieren conocimientos sobre la cultura oleícola y el AOVE de la comarca.
También colabora activamente en proyectos de investigación del ámbito oleícola con universidades y administraciones.

## Marcas amparadas bajo la D.O.P. Priego de Córdoba
- Cladivm (Producción convencial de las variedades Picudo y Hojiblanco).
- Eco Vizcántar (Producción ecológica de las variedades picuda, hojiblanca y picual).
- El Empiedro (Producción convencial de las variedades picuda, hojiblanca y picual).
- El Lucerico (Producción convencial varieades picual y picuda).
- Fuente de la Salud (Producción convencional variedades hojiblanca y picuda).
- Fuente Ribera (Producción convencional variedad picuda).
- Marqués de Priego (Producción convencional de las variedades picuda, hojiblanca y picual).
- Molino de Leoncio Gómez (Producción convencional de las variedades picuda, hojiblanca y picual).
- Oro del Mediterráneo (Producción convencional de las variedades picuda, hojiblanca y picual).
- Parqueoliva (Producción convencional de las variedades picuda, hojiblanca).
- Rincón de la Subbética (Producción ecológica de la variedad hojiblanca).
- Señorío de Vizcántar (Producción convencional de las variedades picuda, hojiblanca y picual).
- Venta del Barón (Producción convencional de las variedades picuda y hojiblanca).

## Almazaras amparadas bajo la D.O.P. Priego de Córdoba
- Aceites Fuente Grande S.A.
- Manuel Molina Muñoz e Hijos, S.L.
- S.C.A. Ntra. Sra. del Carmen
- Aroden, S.A.T.
- Marín Serrano El Lagar, S.L.
- S.C.A. Almazaras de la Subbética.
- Agrotoxar S.L.
- S.C.A. Olivarera San Isidro.
- Aceites Barranco La Palma, S.L.
- Almazara de Muela, S.L.
- S.C.A. Ntra. Sra. De La Cabeza.
- S.C.A. Olivarera La Purísima.
- Sucesores de Morales Morales, S.L.